# Nałokcica

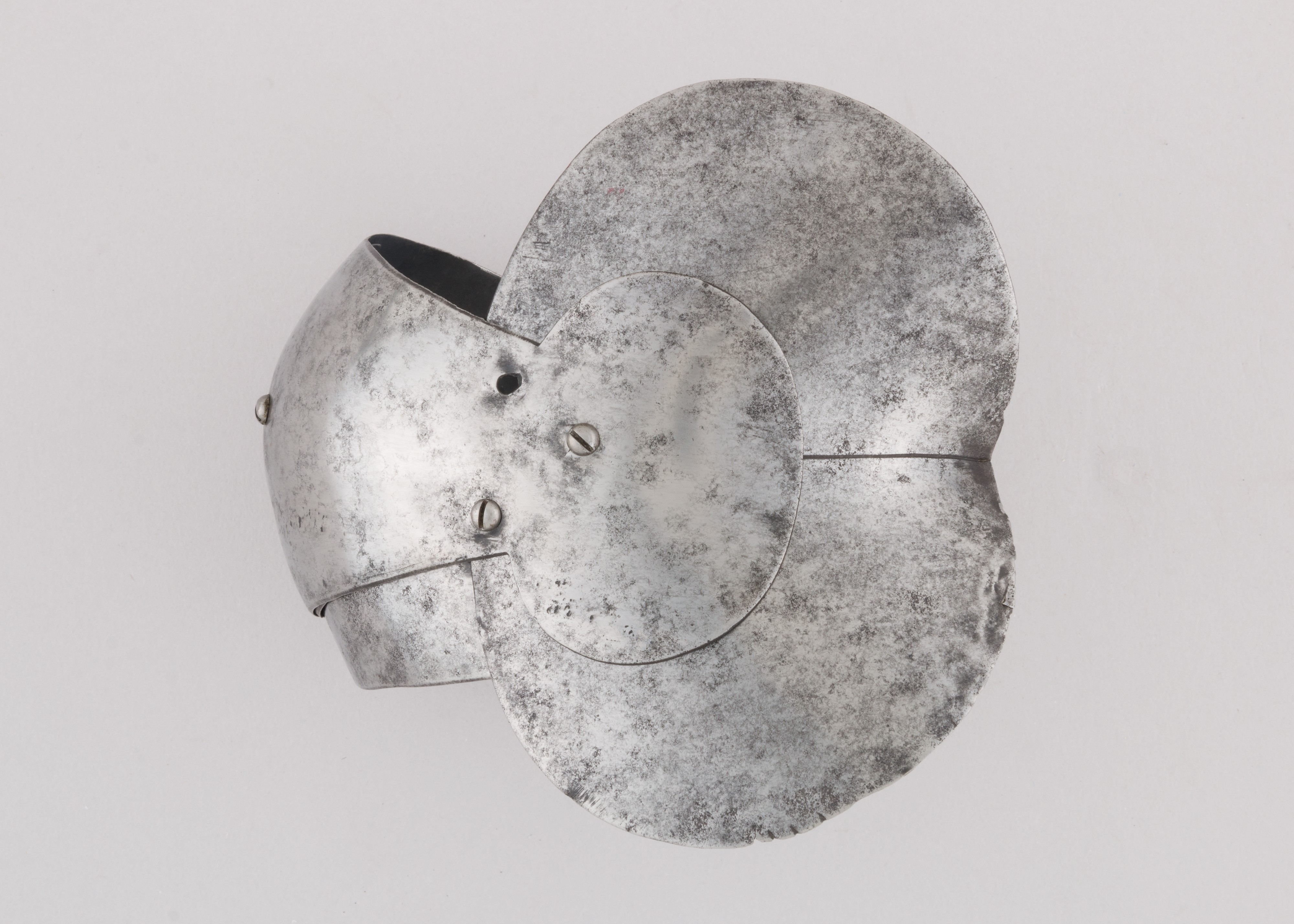
Nałokcica, XV w.

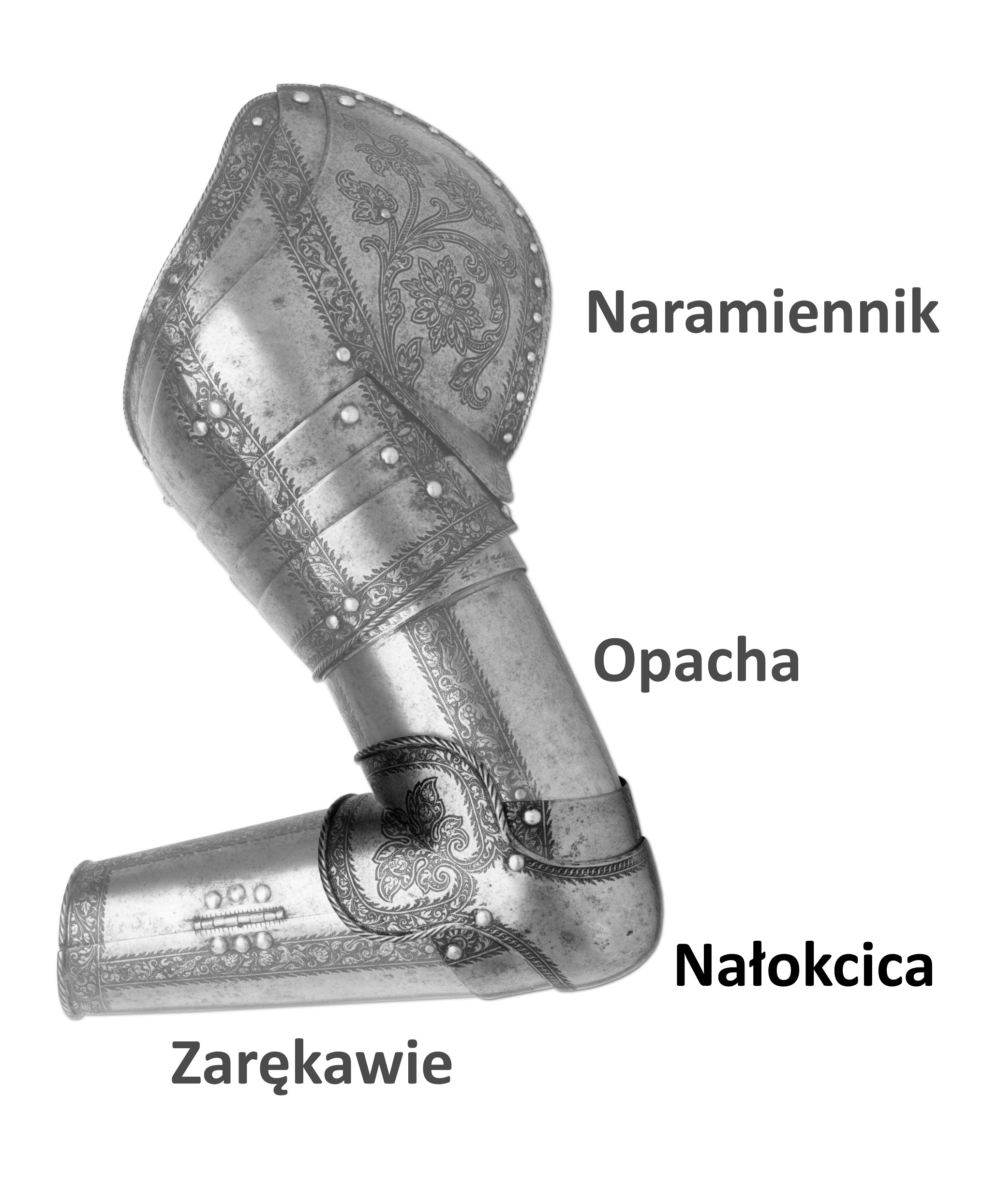
Nałokcica jako część naręczaka

Nałokcica (nałokietek, nałokietnik) – część zbroi (najczęściej płytowej) służąca do ochrony łokcia. Nałokcica wchodziła w skład naręczaka.
Źródła ikonograficzne świadczą o pojawieniu się takiej ochrony, jako przywiązywanego na wierzchu wzmocnienia kolczugi, w połowie XIII w. Początkowo miała formę okrągłej tarczki, przytwierdzonej przed łokciem. W latach 1320. pojawiły się ochrony w postaci wklęsłych blach otaczających łokieć i łączonych z sąsiednimi, chroniącymi ramiona i przedramiona (wczesne formy opach i zarękawi). Sto lat później, często przyjmowały rozbudowane i ozdobne formy; pod koniec XV w. na lewą nałokcicę montowano czasem dodatkową, dużą tarczę metalową dla wzmocnienia ochrony.